# Schefflera moratii
Schefflera moratii är en araliaväxtart som beskrevs av Luciano Bernardi. Schefflera moratii ingår i släktet Schefflera och familjen araliaväxter.
Artens utbredningsområde är Madagaskar. Inga underarter finns listade.